# Église de Närpiö
L'église de Närpiö  (en finnois : Närpiön kirkko)  est une église médiévale en pierre construite à Närpiö en Finlande ,,.

## L'église
L'église cruciforme en pierre est crépie de blanc. 
La nef est couverte d'une voûte basse et plate en bois. 
Le retable de 1803 représentant la crucifixion est peint par Pehr Hörberg (en), le plus célèbre peintre d'églises suédois de la fin du XVIIIe siècle. 
La chaire voûtée de style rococo date des années 1730 et a été réalisée par Johan Kyntzell.
L'église a conservé six pierres tombales du XVIIe siècle. 
La spacieuse sacristie avec ses intérieurs anciens et ses peintures est l'une des plus belles de Finlande.

## Le clocher et le cimetière
Le clocher, de style Renaissance ostrobothnienne, a été construit sous la direction de Matti Honka en 1757.
Il y a deux tombeaux dans le cimetière, celui du comte Johan Laihiander (1718-1794) datant de la fin du XVIIIe siècle et le tombeau du comte K.I. Nordlund (1855-1937) datant des années 1930.
La tombe des héros de la guerre civile de 1921 est une composition architecturale classique de John Munsterhjelm (fi).
La statue aux héros des dernières guerres est une sculpture en bronze, représentant un soldat blessé, sculptée par Matti Haupt (fi) en 1952.